# 나이아가라폴스 주립 공원
나이아가라폴스 주립 공원(영어: Niagara Falls State Park)은 미국 뉴욕주 나이아가라 군 나이아가라폴스에 위치한 주립공원이다. 공원에는 아메리칸 폭포, 브라이들베일 폭포와 호스슈 폭포의 일부가 있다.
나이아가라폴스 주립 공원은 미국에서 가장 오래된 주립 공원이다. 1885년 나이아가라 보호 구역(영어: Niagara Reservation)으로 설정되었으며, 나이아가라 정부 지출금으로 서명된 법률로 승인되었다. 뉴욕주 의원 토머스 빈센트 웰치는 법안 서명에 관련 깊은 인물로, 공원 개설부터 1903년까지 공원의 초대 책임자를 18년간 역임했다.
나이아가라 보호 구역은 1963년에 미국 국립역사기념물이 되었다.
2007년, 나이아가라폴스 주립 공원은 《더 투데이 쇼》에서 미국에서 10번째로 아름다운 명소로 선정되었다.

## 같이 보기
- 핫스프링스 국립공원